# Нікта (супутник)
Нікта (134340 II, англ. Nix, раніше S/2005 P 2) — карликовий супутник Плутона, відомий також під назвою «Плутон II».

## Відкриття
Фото, на основі якого були відкриті другий (Нікта) і третій (Гідра) супутники Плутона, отримане між 15 і 19 травня 2005 р. за допомогою телескопа «Габбл» членами групи англ. Hubble Space Telescope Pluto Companion Search Team. Супутники на них були вперше виявлені 15 липня 2005 р. — зробили це Макс Дж. Мучер (англ. Max J. Mutchler) і Андру Дж. Стефель (англ. Andrew J. Steffle), а 15 серпня 2005 їх назвали S/2005 P 2  (Нікта) і S/2005 P 3 (Гідра). Після додаткових досліджень і перевірок, 31 жовтня 2005 р. у міжнародному астрономічному циркулярі (англ. International Astronomical Union Circular (IAUC)) № 8723 було офіційно повідомлено про відкриття. Його текст у форматі PDF можна переглянути на сайті Гарвардського Університету. У 2006 р. супутники одержали сучасні назви.
Нікта названа за іменем персонажа давньогрецької міфології — богині темряви і ночі Нікс (дав.-гр. Νύξ, Νυκτός, «ніч»), матері Харона.
Космічний зонд «New Horizons» у липні 2015 став першим космічним апаратом, що пролетів повз та дослідив Плутон та його супутники. «New Horizons» передав на землю перше кольорове фото Нікти.

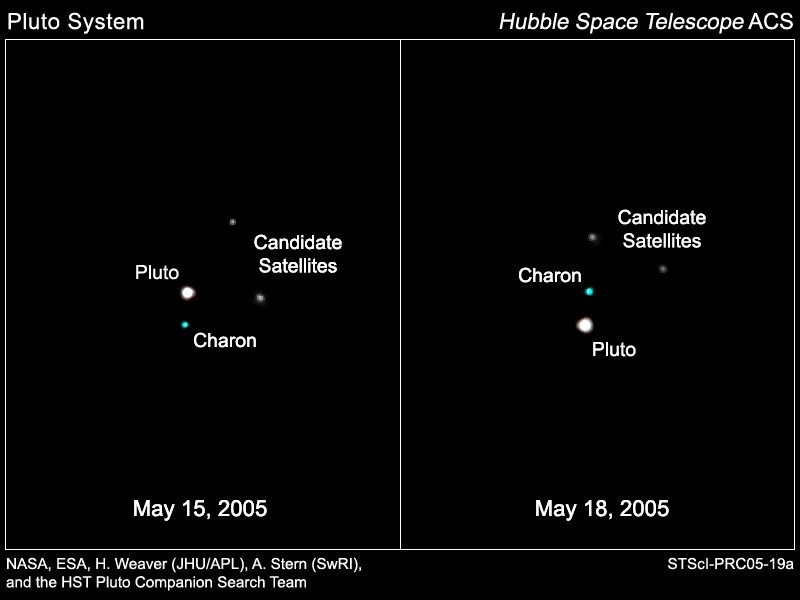
Фото відкривання супутники Плутона — Нові кандидати р.2005

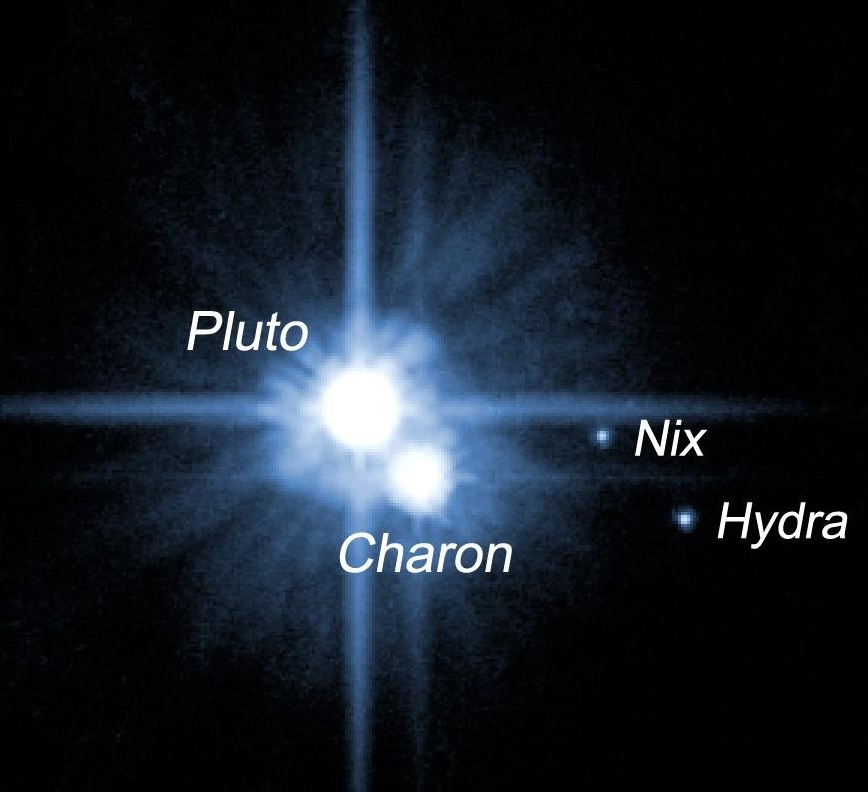
Фото на якому були зафіксовані супутники Плутона — Нікта (Nix) і Гідра (Hydra) р.2006

## Орбіта
Супутник здійснює повний оберт навколо Плутона на відстані приблизно 48 708 км.
Сидеричний період обертання 24,856 земних діб. Орбіта має ексцентриситет ~0,0003. Нахил ретроградної орбіти до локальної площини лапласа 0,195°.

## Фізичні характеристики
Нікта має діаметр приблизно 46 кілометрів (за іншими даними 32-145 км), альбедо 0,04-0,35. Маса супутника становить порядка 5×1016 до 2×1018 кг.
Нікта знаходиться в орбітальному резонансі з Хароном, здійснюючи три оберти навколо планети на один орбітальний оберт Харона, а також з Гідрою (тут співвідношення періодів 3:2).